# Shark Killer
Shark Killer ist ein US-amerikanischer Action-Film aus dem Jahr 2015. Der deutsche Verleiher sah lizenzbedingt vom Kinostart ab und wird den Film am 19. November 2015 direkt auf DVD und Blu-ray veröffentlichen. In den USA und in Großbritannien erschien der Film bereits im Sommer 2015 auf DVD.

## Handlung
Die Leistungen von Hai-Killer Chase Walker haben in den letzten Jahren nachgelassen. Sein Bruder Jake, der Kopf einer Gangsterbande an der Westküste, engagiert ihn für einen Gig: Er soll einen Hai töten und ihm die Flosse abschneiden, weil dieser während einer Transaktion einen wertvollen Diamanten verschluckte.

## Hintergrund
In Deutschland wurde der erste Trailer am 29. Dezember 2014 über YouTube veröffentlicht.